# Dušan Kožíšek
Dušan Kožíšek (Jilemnice, Checoslovaquia, 25 de abril de 1983) es un deportista checo que compitió en esquí de fondo.
Ganó dos medallas de bronce en el Campeonato Mundial de Esquí Nórdico, en los años 2005 y 2007, ambas en la prueba de velocidad por equipo. Participó en tres Juegos Olímpicos de Invierno, entre los años 2006 y 2014, ocupando el sexto lugar en Vancouver 2010 (velocidad por equipo) y el octavo en Sochi 2014 (relevo).

## Palmarés internacional
| Campeonato Mundial | Campeonato Mundial    | Campeonato Mundial | Campeonato Mundial   |
| Año                | Lugar                 | Medalla            | Prueba               |
| ------------------ | --------------------- | ------------------ | -------------------- |
| 2005               | Oberstdorf (Alemania) | Medalla de bronce  | Velocidad por equipo |
| 2007               | Sapporo (Japón)       | Medalla de bronce  | Velocidad por equipo |